# كوبا ليبرتادوريس 1962
كأس ليبرتادوريس 1962 هو موسم من كأس ليبرتادوريس. أقيم خلال الفترة 7 فبراير 1962 وحتى 30 أغسطس 1962، وشارك فيه  10 فريقاً، وفاز فيه نادي سانتوس.

## قائمة الهدافين
| مركز | لاعب             | فريق                | أهداف |
| ---- | ---------------- | ------------------- | ----- |
| 1    | كوتينيو          | سانتوس              | 6     |
| 1    | ألبرتو سبنسر     | بينارول             | 6     |
| 1    | إنريكي رايموندي ‏ | إيميليك             | 6     |
| 2    | بيليه            | سانتوس              | 4     |
| 2    | ألبرتو فوييوكس   | الجامعة الكاثوليكية | 4     |
| 2    | لويس أغيليرا     | نادي بلدية لاباز    | 4     |

## النهائي
ظهر بينارول الفائز باللقب مرتين على التوالي في النهائي الثالث للبطولة، في حين كان سانتوس يسعى للفوز البطولة للمرة الأولى. فاز سانتوس في المباراة الأولى 2-1 في حين فاز بينارول 3-2 في المباراة الثانية، ولذلك أجريت مباراة فاصلة فاز بها سانتوس بثلاث أهداف مقابل لاشيء ليفوز باللقب لأول مرة.